# 작동 유체
유체 동력의 경우, 작동 유체(working fluid)는 주로 힘, 운동 또는 기계적 에너지를 전달하는 기체 또는 액체이다. 수리학에서 물 또는 작동유는 유압 펌프, 유압 실린더, 유압 모터와 같이 유압 기계, 유압구동계 등에 조립되는 유압 부품 간에 힘을 전달한다. 공압에서는 공기 또는 다른 기체가 작동 유체로 압축기, 진공펌프, 공압 실린더 및 공압 모터와 같은 공압 부품 간에 힘을 전달한다. 공압 시스템에서 작동 가스는 또한 압축이 가능하기 때문에 에너지를 저장한다. (가스는 압축되면 뜨거워지고 팽창하면 차가워진다. 일부 가스는 압축되면 액체로 응축되고 압력이 줄어들면 끓는다.)
수동적인 열전달의 경우, 작동 유체는 보통 냉각제 또는 열전달 유체라고 불리는 기체 또는 액체로, 주로 전도, 대류 및 강제 대류 (펌프식 액체 냉각, 공랭 등)에 의해 관심 영역으로 또는 관심 영역에서 열을 전달한다.
열기관 또는 열펌프의 작동 유체는 일반적으로 냉매, 냉각제 또는 작동 가스라고 불리는 기체 또는 액체로, 주로 상전이 및 압축열 및 팽창에 의해 열에너지 (온도 변화)를 역학적 에너지로 (또는 그 반대로) 변환한다. 상전이를 사용하는 예로는 증기기관의 물↔증기와 증기 압축 냉동 및 공기조화 시스템의 냉매가 있다. 상전이 없는 예로는 스털링 기관과 같은 열기구 엔진의 공기 또는 수소, 가스 사이클 열펌프의 공기 또는 가스 등이 있다. (일부 열펌프 및 열기관은 탄성열량 냉동 또는 열탄성 냉각 및 시제품 열기관에서 니켈 타이타늄과 같은 "작동 고체"를 사용한다.)
공기나 물 외의 작동 유체는 반드시 순환 루프에서 재순환된다. 일부 유압 및 수동 열전달 시스템은 물 공급 및 대기에 개방되어 있으며, 때로는 브리더 공기여과기를 통해 개방되어 있다. 열기관, 열펌프 및 휘발성 액체 또는 특수 가스를 사용하는 시스템은 일반적으로 안전 밸브 뒤에 밀봉되어 있다.

## 속성과 상태
작동 유체의 속성은 열역학 시스템을 완벽하게 설명하는 데 필수적이다. 작동 유체는 많은 물리적 속성을 가질 수 있지만, 공학 설계 및 분석에서 종종 요구되는 열역학적 속성은 소수에 불과하다. 압력, 온도, 엔탈피, 엔트로피, 비부피, 그리고 내부 에너지가 가장 일반적이다.
최소 두 가지 열역학적 속성이 알려져 있다면, 작동 유체의 상태를 정의할 수 있다. 이는 보통 한 속성을 다른 속성에 대해 플롯한 속성 다이어그램에서 이루어진다.
작동 유체가 터빈 및 압축기와 같은 공학 부품을 통과할 때, 특정 속성의 가능한 변화로 인해 속성 다이어그램 상의 지점이 이동한다. 따라서 이론적으로 유체의 열역학적 속성을 완전히 설명하는 선/곡선을 그리는 것이 가능하다. 그러나 실제로는 과정이 가역과정일 경우에만 가능하다. 그렇지 않으면 속성 변화는 속성 다이어그램 상에 점선으로 표시된다. 대부분의 경우 과정의 최종 상태가 중요하므로 이 문제는 열역학 분석에 실제로 영향을 미치지 않는다.

## 일
작동 유체는 터빈에서 사용될 경우 유용한 일을 생성하는 데 사용될 수 있다. 또한 열역학 사이클에서 압축기를 통해 작동 유체에 에너지를 입력할 수 있다. 이에 대한 수학적 공식은 작동 유체가 들어 있는 실린더를 고려할 때 매우 간단할 수 있다. 피스톤은 유체에 유용한 일을 입력하는 데 사용된다. 역학에서 과정의 상태 1에서 상태 2로 수행된 일은 다음과 같이 주어진다.
{\displaystyle W=-\int _{1}^{2}\mathbf {F} \cdot \mathrm {d} \mathbf {s} }
여기서 ds는 한 상태에서 다음 상태까지의 증분 거리이고 F는 가해진 힘이다. 부피 감소가 고려되므로 음의 부호가 도입된다. 상황은 다음 그림에 나와 있다.
힘은 실린더 내의 압력과 단면적의 곱으로 주어지며, 다음과 같다.
{\displaystyle {\begin{aligned}W&=-\int _{1}^{2}PA\cdot \mathrm {d} \mathbf {s} \\&=-\int _{1}^{2}P\cdot \mathrm {d} V\end{aligned}}}
여기서 A·ds = dV는 실린더 부피의 미소 변화이다. 만약 상태 1에서 2로 부피가 증가한다면 작동 유체는 실제로 주변에 일을 하는 것이며, 이는 일반적으로 음의 일로 표시된다. 부피가 감소한다면 일은 양수이다. 위의 적분으로 주어진 정의에 따르면 수행된 일은 압력-부피 그림 아래의 면적으로 표현된다. 만약 일정한 압력 과정을 고려한다면 일은 단순히 다음과 같이 주어진다.

p–V 다이어그램의 등압 과정

{\displaystyle {\begin{aligned}W&=-P\int _{1}^{2}\mathrm {d} V\\&=-P\cdot \left(V_{2}-V_{1}\right)\end{aligned}}}

## 선택
적용 분야에 따라 다양한 종류의 작동 유체가 사용된다. 열역학적 순환에서 작동 유체가 기체에서 액체로 또는 그 반대로 상태를 변경하는 경우가 있을 수 있다. 헬륨과 같은 특정 기체는 이상기체로 취급될 수 있다. 이는 과열 증기에는 일반적으로 해당되지 않으며 이상 기체 방정식이 실제로 유효하지 않다. 그러나 훨씬 높은 온도에서는 여전히 비교적 정확한 결과를 제공한다. 작동 유체의 물리적 및 화학적 특성은 열역학 시스템을 설계할 때 매우 중요하다. 예를 들어, 냉동 장치에서 작동 유체를 냉매라고 한다. 암모니아는 전형적인 냉매이며 주 작동 유체로 사용될 수 있다. 물(냉매로도 사용될 수 있음)과 비교할 때 암모니아는 상대적으로 높은 압력을 사용하여 더 견고하고 비싼 장비를 필요로 한다.
가스 터빈 사이클과 같은 공기 표준 사이클에서 작동 유체는 공기이다. 개방 사이클 가스 터빈에서 공기는 압축기로 들어가 압력이 증가한다. 따라서 압축기는 작동 유체에 일을 입력한다(양의 일). 그런 다음 유체는 연소실로 이동하여 연료 연소를 통해 열에너지가 입력된다. 그런 다음 공기는 터빈에서 팽창하여 주변에 일을 한다(음의 일).
서로 다른 작동 유체는 서로 다른 특성을 가지며, 특정 유체를 선택할 때 설계자는 주요 요구 사항을 파악해야 한다. 냉동 장치에서는 큰 냉동 용량을 제공하기 위해 높은 잠열이 필요하다.

## 응용 및 예시
다음 표는 작동 유체의 일반적인 응용 분야와 각 예시를 보여준다.
| 응용                                         | 일반적인 작동 유체 | 구체적인 예시                    |
| -------------------------------------------- | --- | -------------------------------- |
| 가스 터빈 사이클                             | 공기 |                                  |
| 랭킨 사이클                                  | 물↔증기, 펜테인, 톨루엔                                                                                                |                                  |
| 증기 압축 냉동, 열펌프                       | 염화 플루오린화 탄소s, 하이드로클로로플루오로카본s, 플루오로카본s, 프로페인, 뷰테인, 아이소뷰테인, 암모니아, 이산화 황 | 상업용 냉장고, 에어컨            |
| 재사용 가능 우주발사체 확장형 수직-착륙 다리 | 헬륨 | SpaceX 재사용 로켓 개발 프로그램 |

## 같이 보기
- 기체 목록
- 물 엔진